# 新北市林口區頭湖國民小學
新北市林口區頭湖國民小學是一所位於台湾新北市林口區的公立國民小學。

## 創校歷史
頭湖國小原名佳林國小，位於林口區湖南里也是林口新市鎮重劃區。此地原名頭湖，是乾隆二十年（1782年）福建泉州先民渡海來台墾居，因為紅土貧乏只能以種植柑橘、茶葉等非主要作物維生，胼手胝足的建造出一個迄今已二百多年的小村落——頭湖。後因劃入重劃區中，頭湖聚落就被高樓大廈所取代。也為了傳承、紀念這段在地的歷史也由原先核定的「佳林國民小學」更名為「頭湖國民小學」。

## 建築特色
頭湖國小以減碳以及永續校園為特色。目前獲得黃金級綠建築九項指標候選證書。校園的建築結合林口在地特色，有磚材以及茶葉的意象。並以單面走廊以及深陽台的配置，以阻擋林口強烈的東北季風，並且引入自然的漫射光。校園中設有太陽能發電板，可提供學生自然教學使用。

## 外部連結
- 新北市林口區頭湖國民小學官方網站